# Сухарев, Григорий Михайлович
Гри́горий Миха́йлович Су́харев (12 февраля 1907, Грозный, Терская область — 22 марта 1989, Грозный) ― советский учёный и педагог, доктор геолого-минералогических наук, профессор.
Специалист в области нефтепромысловой геологии и гидрогеологии. Первооткрыватель Ташкалинского нефтяного месторождения, впервые предсказал наличие крупных месторождений нефти и газа в мезозойских отложениях Восточного Предкавказья и районов Нижней Волги. Автор более 200 научных работ, в том числе 11 монографий и 4 учебников.

## Биография
Родился 12 февраля 1907 года в Грозном. В 1930 году окончил Грозненский нефтяной институт (ныне Грозненский государственный нефтяной технический университет).
Трудовую деятельность начал как рабочий 1-го Государственного керосинового завода Грознефти. Будучи студентом, работал лаборантом, рабочим, техником. По окончании вуза работал на разных должностях объединения «Грознефть». С мая 1937 по август 1941 года являлся председателем Грозненской Центральной геолого-технической комиссии Наркомнефти СССР по охране и рациональной разработке нефтяных и газовых месторождений.
В годы Великой Отечественной войны, в 1942—1943 годах, работал в тресте «Бугурусланнефть» главным геологом нефтепромысла, а затем — каротажно-перфораторной конторы. В 1943 году Наркомнефть возвратила Г. М. Сухарева в Грозный, и он стал главным геологом треста «Старогрознефть». В 1944 году окончил работу над кандидатской диссертацией о водах нефтяных и газовых месторождений Восточного Предкавказья, которую защитил в Московском нефтяном институте. Член ВКП(б)/КПСС с 1946 года. В 1950 году защитил докторскую диссертацию не тему «Подземные воды Терско-Дагестанской нефтегазоносной области». Вскоре после защиты докторской диссертации и утверждения в звании профессора, Г. М. Сухарев был назначен директором Грозненского нефтяного института (позже эта должность стала — ректор). Занимал эту должность в 1952—1970 годах. В 1950—1982 годах заведовал кафедрой гидрогеологии и инженерной геологии Грозненского нефтяного института.
Наряду с научно-преподавательской деятельностью, занимался общественной: являлся членом Чечено-Ингушского обкома КПСС и Грозненского горкома КПСС, избирался депутатом Верховного Совета ЧИАССР и был заместителем председателя Верховного Совета ЧИАССР. Был председателем республиканского Чечено-Ингушского общества «Знание» (1952—1957) и председателем Чечено-Ингушского комитета защиты мира (1950—1975).
Умер 22 марта 1989 года в Грозном.
В апреле 2022 года Грозненская городская дума приняла решение о переименовании переулка Ивановского в улицу Профессора Сухарева (сокращенное название «ул. Профессора Сухарева»).

## Заслуги
- Награждён двумя орденами Трудового Красного Знамени и орденом «Знак Почёта», а также многими медалями и отраслевыми наградами.
- Лауреат Сталинской премии (1949).
- Заслуженный деятель науки и техники РСФСР, Заслуженный деятель науки и техники Чечено-Ингушской АССР.[4]